# Piero Filippone
Piero Filippone (Napoli, 20 novembre 1911 – Santa Fe, 1º gennaio 1998) è stato uno scenografo italiano.

## Biografia
Era nato a Napoli ma ci teneva a dire che lui era di Capri. Fu lo scenografo di ventiquattro film di Totò, ma ha lavorato anche con Roberto Rossellini (Germania anno zero, Viaggio in Italia), Eduardo De Filippo (Filumena Marturano, Napoli milionaria), e Mario Mattoli (in trentasette pellicole).
Complessivamente, è stato autore di oltre 150 scenografie in quasi sessant'anni di carriera, dal 1934 (esordio con Il cappello a tre punte di Mario Camerini) al 1993 (trasferitosi negli Stati Uniti la sua ultima attività fu quella di occuparsi delle scenografie della serie televisiva Lucky Luke diretta e interpretata da Terence Hill)
Ha vinto il Nastro d'Argento, per La figlia del Capitano di Camerini.

## Filmografia parziale
- Il cappello a tre punte, regia di Mario Camerini (1934)
- Ai vostri ordini, signora, regia di Mario Mattoli (1938)
- Eravamo 7 sorelle, regia di Nunzio Malasomma (1938)
- La dama bianca, regia di Mario Mattoli (1938)
- L'albergo degli assenti, regia di Raffaello Matarazzo (1938)
- Nonna Felicità, regia di Mario Mattoli (1938)
- Per uomini soli, regia di Guido Brignone (1938)
- Eravamo sette vedove, regia di Mario Mattoli (1939)
- Imputato, alzatevi!, regia di Mario Mattoli (1939)
- Lo vedi come sei... lo vedi come sei?, regia di Mario Mattoli (1939)
- Mille chilometri al minuto!, regia di Mario Mattoli (1939)
- Il carnevale di Venezia, regia di Giacomo Gentilomo e Giuseppe Adami (1939)
- Dopo divorzieremo, regia di Nunzio Malasomma (1940)
- Giù il sipario, regia di Raffaello Matarazzo (1940)
- Miliardi, che follia!, regia di Guido Brignone (1942)
- Soltanto un bacio, regia di Giorgio Simonelli (1942)
- Sieben Jahre Glück, regia di Ernst Marischka (1942)
- Mater dolorosa, regia di Giacomo Gentilomo (1943)
- Giorni felici, regia di Gianni Franciolini (1943)
- Dente per dente, regia di Marco Elter (1943)
- C'è sempre un ma!, regia di Luigi Zampa (1943)
- In due si soffre meglio, regia di Nunzio Malasomma (1943)
- Il viaggio del signor Perrichon, regia di Paolo Moffa (1943)
- Un uomo ritorna, regia di Max Neufeld (1946)
- Follie per l'opera, regia di Mario Costa (1949)
- Biancaneve e i sette ladri, regia di Giacomo Gentilomo (1949)
- Vivere a sbafo, regia di Giorgio Ferroni (1949)
- Fiamme sulla laguna, regia di Giuseppe Maria Scotese (1951)
- Il tenente Giorgio, regia di Raffaello Matarazzo (1952)
- Ragazze da marito, regia di Eduardo De Filippo (1952)
- Bellezze in motoscooter, regia di Carlo Campogalliani (1952)
- Il romanzo della mia vita, regia di Lionello De Felice (1952)
- La storia del fornaretto di Venezia, regia di Giacinto Solito (1952)
- Il paese dei campanelli, regia di Jean Boyer (1954)
- Tradita, regia di Mario Bonnard (1954)
- Le belle dell'aria, regia di Mario Costa e Eduardo Manzanos Brochero (1957)
- Non cantare, baciami!, regia di Giorgio Simonelli (1957)
- Mogli pericolose, regia di Luigi Comencini (1958)
- L'amico del giaguaro, regia di Giuseppe Bennati (1958)
- Noi duri, regia di Camillo Mastrocinque (1960)
- La sposa bella (The Angel Wore Red), regia di Nunnally Johnson (1960)
- I piaceri del sabato notte, regia di Daniele D'Anza (1960)
- I giorni dell'ira, regia di Tonino Valerii (1967)
- ...e per tetto un cielo di stelle, regia di Giulio Petroni (1968)
- La legione dei dannati, regia di Umberto Lenzi (1969)
- Viva la muerte... tua!, regia di Duccio Tessari (1971)
- Doppia coppia con regina, regia di Julio Buchs (1972)
- Anastasia mio fratello, regia di Steno (1973)
- La nottata, regia di Tonino Cervi (1974)